# Davout (francia védett cirkáló)

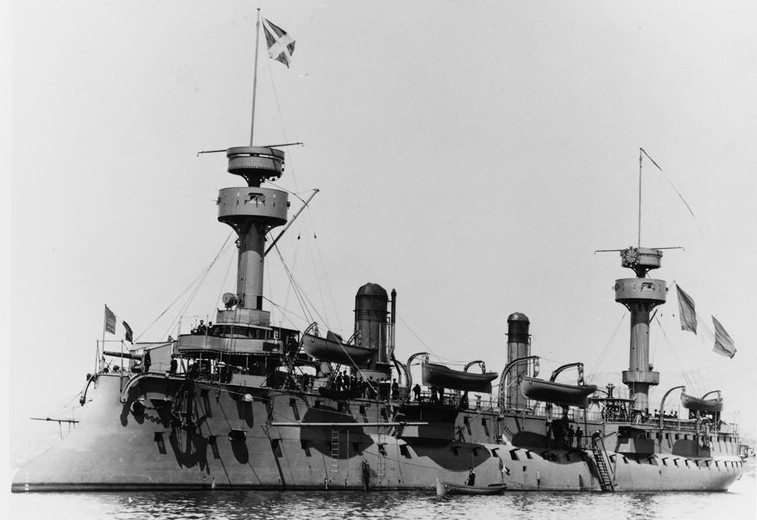
Az 1891-ben szolgálatba állított Davout francia védett (páncélfedélzetes) cirkáló.

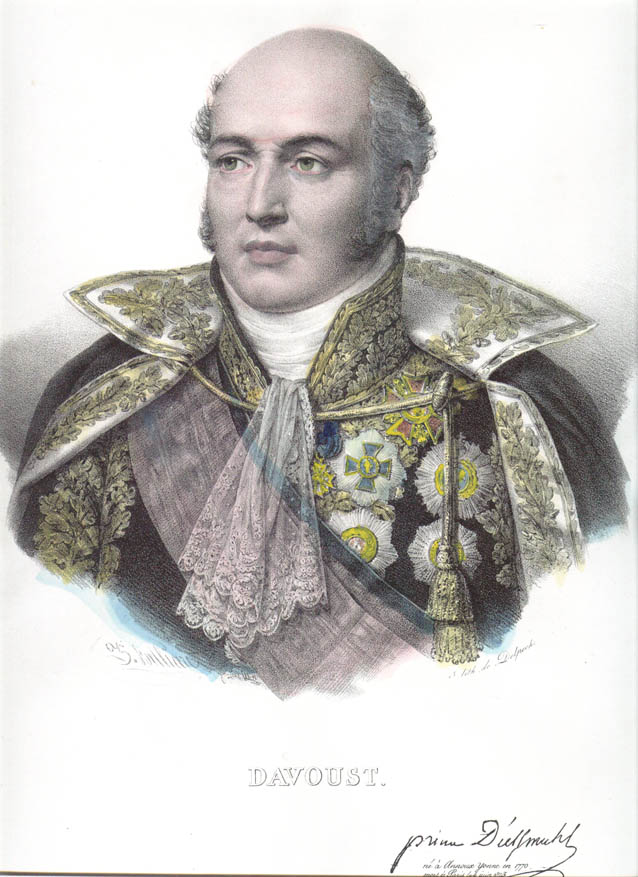
A cirkáló névadója, Louis Nicolas Davout (más alakban d'Avout, vagy Davoust, 1770. május 10. – 1823. június 1.) Auerstedt hercege, Eckmühl hercege, a Francia Császárság marsallja.

A Davout egy kis méretű francia védett, vagy más néven páncélfedélzetes cirkáló volt, mely 1891 és 1910 között állt szolgálatban. I. Napóleon császár egyik marsallja, Louis Nicolas Davout (1770. május 10. – 1823. június 1.) Auerstedt és Eckmühl hercege tiszteletére nevezték el.

## Története
A francia haditengerészet a Jeune École szellemében az 1880-as évek derekán építeni kezdett nagy méretű Tage és Amiral Cecille után a guerre de course stratégia megvalósítására kisebb védett cirkálók építésébe is belekezdett, ezek közül az első egység a Davout volt. A hajót az Arsenal de Toulon építette, a munkálatok 1887 szeptemberében kezdődtek el, a vízre bocsátásra 1889 októberében, a szolgálatba állításra pedig 1891-ben került sor. Meglehetősen eseménytelen karrier után 1910-ben selejtezték le. A Davout cirkáló külső megjelenésében tipikus 19. század végi francia hadihajó, erősen befelé dőlő oldalaival, nagy méretű, az ellenséges egységek meglékelésére szolgáló sarkantyús döfőorral, jókora, vaskos csataárbocokkal. Későbbi pályafutása során könnyebb árbocokat kapott. A főtüzérségét jelentő hat 165 mm-es, lövegpajzzsal védett ágyúk közül egy egészen elől, az orrban, egy a taton, a többi pedig a fedélzet szintjén, ennek oldalain kialakított négy sponsonon (erkélyen) kapott helyet. Eredeti kialakításában hat torpedóvetőcsővel rendelkezett, eggyel az orrban, eggyel a taton, néggyel pedig a hajó oldalain, a vetőcsövek számát azonban előbb négyre, majd kettőre csökkentették. 1901-es korszerűsítése során hajtóművét 10 Niclausse típusú kazánra cserélték.